# کالسنا
کالسنا (به اسپانیایی: Calcena) یک دهستان در اسپانیا است که در استان ساراگوسا واقع شده‌است. کالسنا ۶۴ کیلومتر مربع مساحت و ۶۹ نفر جمعیت دارد.